# Doctor Zhivago (bande originale)
Albums de Ludovico Einaudi
Le parole di mio padre
(2001) Table Vs Ludovico Einaudi
(2002)
Doctor Zhivago (Music from the TV Series) est une bande originale publiée le 9 décembre 2002. Elle regroupe les compositions de Ludovico Einaudi créées pour la mini série TV britannique Doctor Zhivago (en), de Giacomo Campiotti.

## Bande originale pour la TV
Basée sur le roman Le Docteur Jivago, de l'écrivain soviétique Boris Pasternak, la mini série TV de 2 épisodes raconte la vie de Youri et Lara, à travers une Russie alors en pleine agitation.
Maurice Jarre avait déjà composé la bande originale du film de 1965 sous la forme d'une symphonie. Ludovico Einaudi s'est pour sa part appuyé sur le folklore russe à travers des arrangements de chants slaves avec piano ou cordes (4, 7, 9 et 16), tout en composant des mélodies pour piano et ensemble à cordes (1, 2, 3, 5, 10, 13, 14 et 15).
Musiques jouées par le Czech National Symphony Orchestra, (harpe, duduk, flûte, basse, alto, 2 violons et violoncelle) dirigé par Einaudi au piano.
- le titre 4 (Kolechko) est interprété par Nataliya Milyaeva.
- les titres 7, 9 et 16 sont interprétés par Sergey Starostin.
- le titre 12 (Tebe Poyom) est une composition de Pavel Chesnokov, interprété par Dmitri Hvorostovsky, baryton. Enregistrement de 1994 à St Pétersbourg en Russie[2].
- le titre 13 (White Night) existe aussi pour piano solo.

## Pistes
1. Zhivago – (3:39)
2. Farewell to the Past – (5:00)
3. Love Is a Mystery – (3:02)
4. Kolechko – (3:02)
5. The Earth – (2:40)
6. Evil Days – (2:30)
7. Talking to You – (5:24)
8. Still So Early in the World – (3:38)
9. The Journey – (2:37)
10. Writing Poems – (4:10)
11. Eyes Closed – (2:52)
12. We Praise Thee (Tebe Poyom) – (3:33) (composition Pavel Chesnokov)
13. White Night – (3:13)
14. Fairytale – (3:59)
15. The Ringlet – (3:51)
16. Yuri's Lullaby – (1:32)